# Лукман, Рилвану
Рилвану Лукман (англ. Rilwanu Lukman; 26 августа 1938, Зариа, Колониальная Нигерия — 21 июля 2014, Вена, Австрия) — нигерийский государственный деятель, занимавший ряд ключевых должностей в правительстве страны, министр иностранных дел Нигерии (1989—1990).

## Биография
Обучался по специальности «горный инженер» в Колледже искусств, науки и технологии, Зариа (сейчас Университет Ахмаду Белло), а затем в Имперском колледже в Лондоне. В 1968 г. получил степень в области добывающей техники в Горном университете Леобена (Австрия). В 1978 г. он получил степень в области экономики минерального сырья монреальского Университета Макгилла, Монреаль, затем — почетную докторскую степень в области химического машиностроения в Университете Болоньи в Италии.
Начал трудовую деятельность в горнодобывающей промышленности был в качестве помощника горного инженера в шведской A B Statsgruvor (1962—1964). После возвращения в Нигерию, был назначен инспектором шахт, затем — старшим инспектором, и. о. помощника Главного инспектора в Федеральном министерстве шахт и энергетики в Джосе, штат Плато (1964—1970). В 1970—1974 гг. являлся генеральным менеджером Cement Company of Northern Nigeria. В 1979 г. стал генеральным директором и главным исполнительным директором нигерийской Mining Corporation, Jos.
- 1984—1985 гг. — министр горнорудной промышленности, энергетики и стали в правительстве генерала Мухаммаду Бухари,
- 1986—1990 гг. — министр нефтяных ресурсов, одновременно председатель совета Нигерийской национальной нефтяной корпорации (NNPC), одновременно в 1986—1989 гг. был президентом ОПЕК,
- 1989—1990 г. — министр иностранных дел Нигерии,
- 1993—1996 гг. — председатель Совета директоров национальной электроэнергетической компании National Electric Power Authority (1993—1994),
- 1995—2000 гг. — генеральный секретарь ОПЕК, являлся ключевой фигурой в достижении соглашения между Ираном и Саудовской Аравией, позволившего контролировать цены на нефть в начале 1999 г., после их падения в начале 1990-х гг.
- 1999—2003 гг. — специальный советник президента Олусегуна Обасанджо по вопросам нефти и энергетики, одновременно — председатель Нигерийской национальной нефтяной корпорацией (NNPC). Являлся сторонником реструктуризации NNPC, которая превратила бы её в полностью коммерческое предприятие, но в то же время выступал против того, чтобы компания утратила контрольный пакет акций в совместных нефтедобывающих предприятиях. Ушел в отставку из-за конфликта с исполнительным директором NNPC Джексоном Обасеки по поводу реформирования нефтяной отрасли.

В 2005 г. был назначен председателем вновь созданной добывающей компании Afren Нигерии, являлся членом Общества инженеров-нефтяников (SPE) и входил в состав совета Директором африканского Регионального бюро SPE. В 2007 г. стал членом Наблюдательного совета голландской Dietsmann NV.
- 2007—2008 гг. — общественный советник по энергетике и стратегическим вопросам президента Умару Яр-Адуа,
- 2008—2010 гг. — министр нефтяных ресурсов Нигерии. В марте 2010 г. выступил с заявлением, что ситуация с дефицитом нефтепродуктов в Нигерии усугубится, если правительство будет сдерживать дерегулирование отрасли и вскоре после реорганизации правительства был отправлен в отставку.

Являлся приверженцем саентологии.